# Dialekty języka polskiego

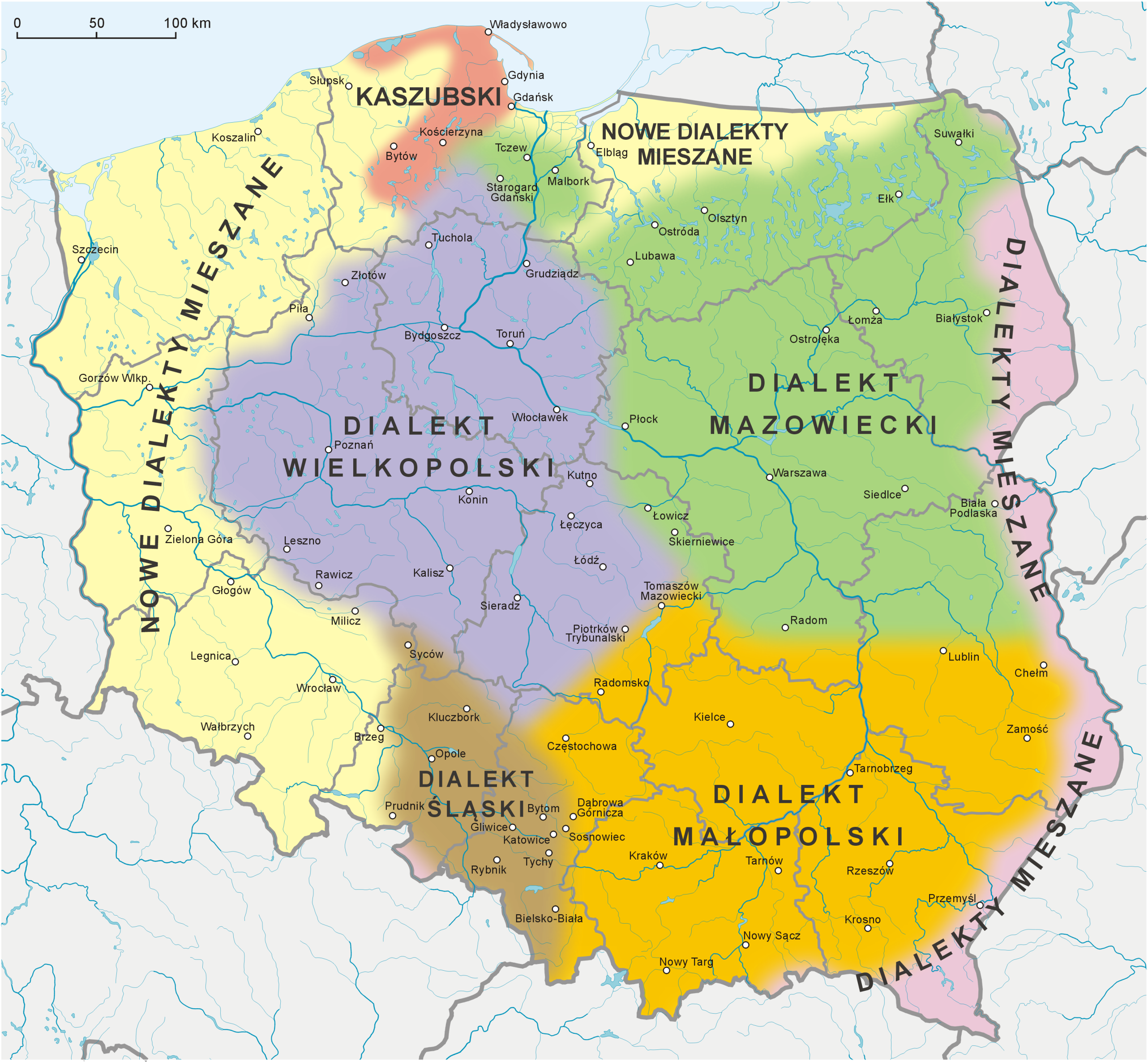
Zasięg dialektów języka polskiego w granicach Polski (według Karola Dejny)

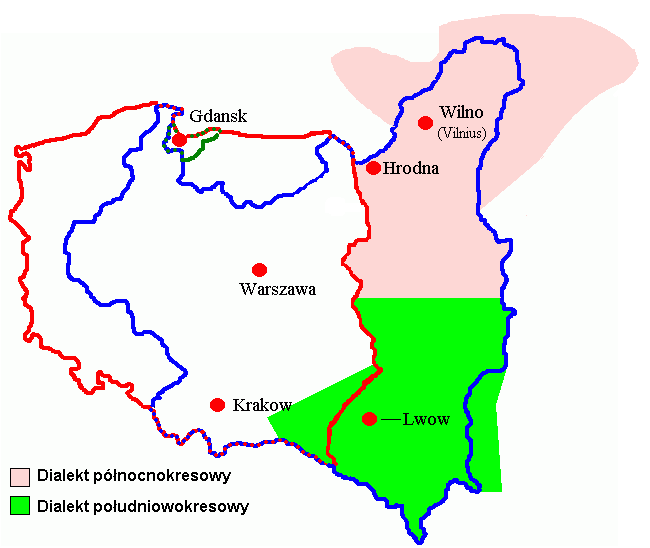
Zasięg dialektów kresowych według Zofii Kurzowej

Dialekty języka polskiego – regionalne odmiany języka polskiego, używane na terenie Polski i Kresów Wschodnich. Wykazują znaczną odrębność od polszczyzny standardowej (zwanej też ogólną lub literacką), głównie w zakresie fonetyki i leksyki.
Z obiegowymi dialektami polszczyzny związane są cztery podobne do siebie zjawiska fonetyczne: mazurzenie, szadzenie, jabłonkowanie i kaszubienie. Innymi cechami charakterystycznymi niektórych gwar polskich są: bylaczenie (gwary północnokaszubskie) i brak wałczenia (gwary wschodnie Mazowsza i gwary Kresów Wschodnich).
Polszczyzna standardowa w Polsce zajmuje dominującą pozycję społeczną, a równocześnie istnieje negatywne nastawienie do zróżnicowania w postaci odmian regionalnych i cech niestandardowych. Dialekty polskie zostały w ogromnej mierze porzucone na rzecz języka ogólnopolskiego, który ma charakter odmiany prestiżowej, o wysokim poziomie ekspansji społecznej i geograficznej. Występują też kody mieszane, będące zjawiskiem pośrednim między standardem a dialektami tradycyjnymi. Tradycyjne dialekty polszczyzny są w większej mierze właściwe dla społeczności wiejskich lub małomiasteczkowych.
Z punktu widzenia lingwistyki język ogólnopolski również można zaliczyć do dialektów języka polskiego. Jest to tzw. dialekt standardowy lub dialekt kulturalny. Artykuł ten koncentruje się jednak na silnie zróżnicowanych, tradycyjnych odmianach terytorialnych języka polskiego.

## Dialekty
Obszar występowania ludowej polszczyzny pokrywa się obecnie mniej więcej z terytoriami dawnej II Rzeczypospolitej, czyli Polski bez Pomorza Zachodniego, ziemi lubuskiej, Łużyc, Dolnego Śląska i północnej części polskich Prus Wschodnich, ale z zachodnimi Białorusią i Ukrainą oraz południowo-wschodnią Litwą (głównie Wileńszczyzną). Na ziemiach odzyskanych używa się odmiany zwanej nieprecyzyjnie nowymi dialektami mieszanymi, czyli dialektu kulturalnego z niewielkimi naleciałościami regionalnymi z dowolnych dialektów, głównie kresowych.
Dialekty języka polskiego dzielą się na dwie grupy:
- lądową (wschodniolechicką) – Wielkopolska, Małopolska, Śląsk, Mazowsze
- pomorską (środkowolechicką), reprezentowaną przez etnolekt kaszubski – Kaszuby.

### Charakterystyka
Dialekty w Polsce:
- dialekt wielkopolski – podstawa języka literackiego, nie występuje w nim mazurzenie (poza gwarą Mazurów wieleńskich), występują w nim prawidłowe samogłoski nosowe ą i ę, jednakże o innej barwie (odpowiednio u nosowe i y nosowe)
  - dialekt chełmińsko-kociewsko-warmiński – wyodrębniany przez Stanisława Urbańczyka subdialekt, podkreślający związek gwar ziemi chełmińskiej, Kociewia i Warmii, w większości opracowań nieuwzględniany
- dialekt małopolski – dialekt, który odegrał kluczową rolę w drugiej fazie kształtowania się polszczyzny literackiej; charakteryzuje się mazurzeniem, częściowo odnosowionymi (rozłożonymi) samogłoskami nosowymi ą i ę, jednak o ogólnopolskiej barwie (oN i eN)
- dialekt mazowiecki – bardzo odrębny od języka ogólnego, innowacyjny nie tylko pośród dialektów języka polskiego, ale również i języków słowiańskich, wraz ze wzrostem politycznego znaczenia Mazowsza w kraju zaczął wywierać wpływ na język ogólny, jednak w dość niewielkim stopniu, głównie w słowotwórstwie, wpływając głównie na kształt ogólnopolskiej mowy potocznej; charakteryzuje się mazurzeniem, sporadycznym szadzeniem (Suwalszczyzna) i jabłonkowaniem (Warmia), całkowitym odnosowieniem samogłosek nosowych ą i ę o różnych barwach (głównie o(N) i a(N))
- dialekt śląski – dialekt archaiczny pod względem słownictwa, słowotwórstwa i składni, po części mazurzący, sporadycznie pojawia się również jabłonkowanie, samogłoski nosowe ą i ę w różnych stopniach nosowości o barwie ó i a/y (zależnie od pozycji i regionu); widoczne wpływy języka czeskiego, języków łużyckich i języka niemieckiego
- dialekt kaszubski (określany także jako osobny język)[4] – najbardziej odrębny i archaiczny wśród polskich dialektów, występuje w nim kaszubienie, unikalna samogłoska szwa, nieodnosowione samogłoski nosowe ą i ę realizowane jako u nosowe i a nosowe, posiada część cech znanych językowi połabskiemu a nieobecnych w języku polskim, widoczne są również wpływy języka dolnoniemieckiego
- nowe dialekty mieszane – mieszanina gwar przeniesionych z Kresów i innych części kraju na ziemie odzyskane, ze względu na brak spójności i odrębność od reszty kraju oraz większą praktyczność używania języka ogólnego, jest ona w zaniku, brak cech charakterystycznych dla całego obszaru; na wsiach, u osób starszych, może pojawiać się mazurzenie i labializacja.

Dialekty używane poza obecnymi granicami Polski, na Kresach Wschodnich, kolektywnie nazywane polszczyzną kresową:
- dialekt północnokresowy – dialekt, który występuje na terenie dzisiejszej Litwy i Białorusi, wyodrębnił się z dialektu mazowieckiego, widoczne są w nim wpływy języka białoruskiego i nieliczne litewskiego;
- dialekt południowokresowy – dialekt występujący na terenie obecnej Ukrainy, wyodrębnił się z dialektu małopolskiego, charakteryzuje się wpływami języka ukraińskiego.

## Kształtowanie i rozwój

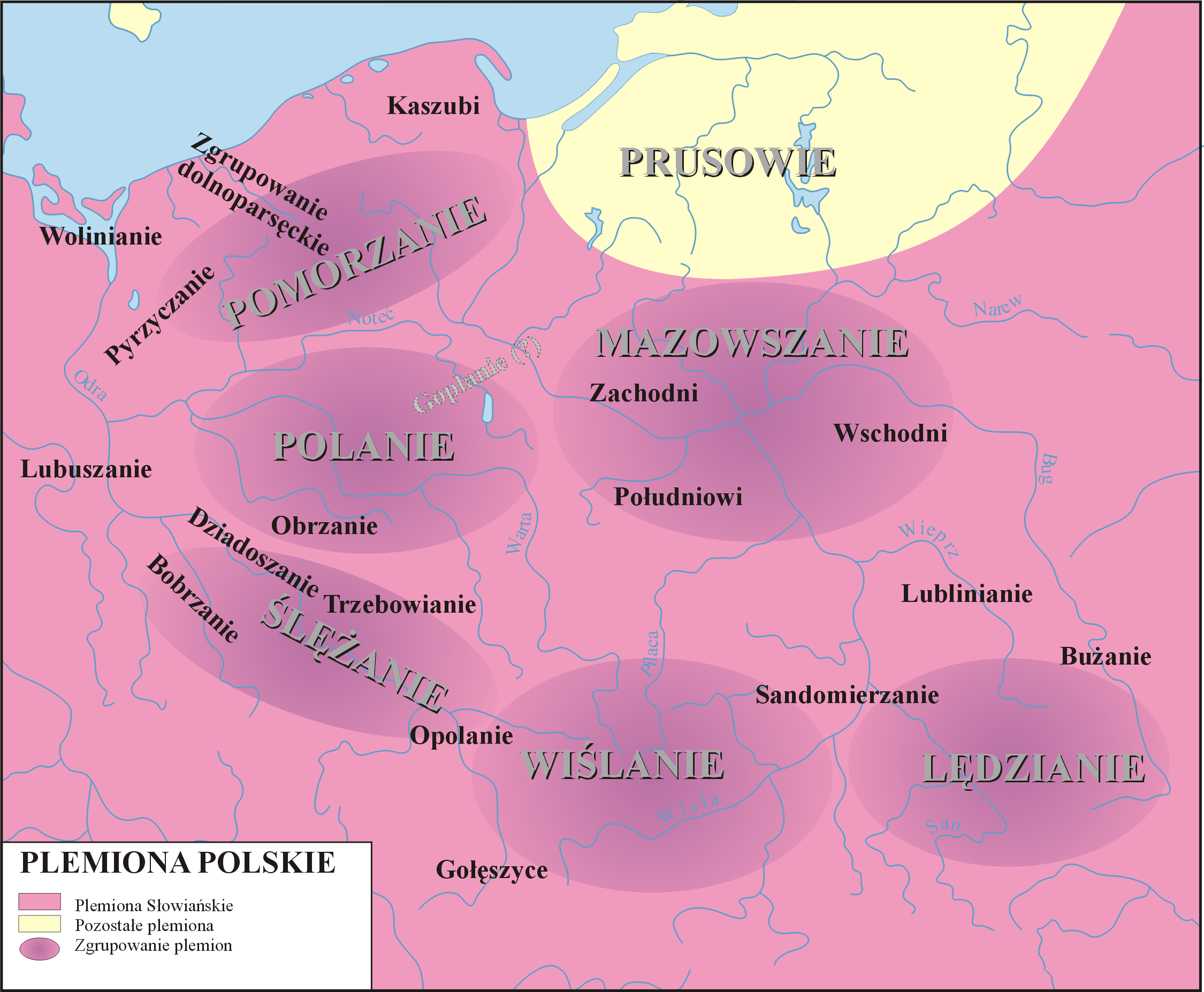
Pięć ośrodków kształtowania się etnicznej polszczyzny

Historia dialektów języka polskiego sięga czasów przedpiastowskich skupisk plemiennych – Pomorzan (Pomorze), Polan (Wielkopolska), Wiślan (Małopolska), Mazowszan (Mazowsze) i Ślężan (Śląsk).
Rozwój dialektów polskich można podzielić na cztery okresy:
- od początku państwowości polskiej do wieku XVI

Ludność polska posługuje się powszechnie dialektami ludowymi, ale z czasem wśród inteligencji wykształca się forma tzw. dialektu kulturalnego, będąca początkiem unifikacji i integracji językowej narodu polskiego. W zależności od znaczenia regionów kraju język literacki rozwija się początkowo w Wielkopolsce, później w Małopolsce. Ludność wiejska kontynuuje tradycje posługiwania się rodzimymi gwarami.
- od lat trzydziestych XVI wieku do lat dwudziestych wieku XX

Znaczenie języka literackiego zaczyna wzrastać kosztem regionalnych odmian polszczyzny. Język ogólnopolski przejmuje rolę środka komunikacji warstw wykształconych, w tym duchowieństwa, szlachty i mieszczaństwa. Dialekty stają się mową ludności wiejskiej, kształtują się także gwary miejskie.
- lata 1925–1955

Procesy scalające języka nasilają się wraz z rozwojem mediów i wykształcania się klas społeczeństwa.
- od lat 60. do czasów obecnych

Postępujący zanik dialektów ludowych na rzecz uniwersalnego języka ogólnopolskiego.